# Catherine Clinch
Pour les articles homonymes, voir Clinch.
Catherine Clinch, née le 3 février 2010, est une enfant actrice irlandaise.
Elle a fait ses débuts au cinéma dans The Quiet Girl sorti en 2022.

## Biographie
Catherine Clinch grandit dans le village de Ranelagh, près de Dublin. Son père, Tom Clinch, est agent de change et sa mère est la chanteuse Méav Ní Mhaolchatha (en),. Elle suit des cours de théâtre dès son plus jeune âge.

### The Quiet Girl
Clinch est apparue pour la première fois à l'écran dans The Quiet Girl (An Cailín Ciúin) de Colm Bairéad dans le rôle de Cáit, un enfant réservé de 9 ans qui passe l'été 1981 dans la ferme d'un parent éloigné. Les auditions recherchaient une actrice principale capable de parler irlandais, la langue de la majeure partie du film, et ont annoncé le rôle dans les écoles de langue irlandaise pendant la pandémie de COVID-19. Les producteurs du film se sont rappelés avoir rapidement décidé que Catherine Clinch était faite pour le rôle – capable de porter le film – lorsqu'ils ont vu la cassette de son audition,,,. Tourné en 2020 et sorti en 2022,, le film a été acclamé par la critique ainsi que des éloges notamment pour la performance de Clinch,. Elle a été félicitée pour avoir transmis « un profond réservoir d'émotions » tout en faisant preuve d'une retenue studieuse,. Elle a reçu le prix de la meilleure actrice dans un rôle principal pour The Quiet Girl aux 18e IFTA (l'équivalent irlandais des BAFTA).

## Filmographie partielle

### Au cinéma
- 2022 : The Quiet Girl : Cáit

## Récompenses et distinctions
- The Quiet Girl :
  - Irish Film and Television Awards 2022 : prix IFTA de la meilleure actrice dans un rôle principal dans un film
  - London Critics Circle Film Awards 2023 : nommée au prix ALFS du jeune artiste britannique/irlandais de l'année
  - Online Film & Television Association 2023 : nommée au prix OFTA Film : Meilleure performance jeunesse